# Águila Progreso Industrial
Águila Progreso Industrial ist ein mexikanischer Fußballverein aus dem Municipio Nicolás Romero im Bundesstaat México.
Der Verein war in den 1980er-Jahren in der Tercera División vertreten. Mit dem Gewinn dieser Liga am Ende der Saison 1986/87 stieg der Verein in die seinerzeit noch zweitklassige Segunda División auf und spielte eine überzeugende Hinrunde der Saison 1987/88, in der er von 19 Begegnungen 8 für sich entschied und nur 6 verlor. Doch in der Rückrunde baute die Mannschaft massiv ab und konnte nur noch ein Spiel zu ihren Gunsten entscheiden, wobei das hier erzielte 4:0 gegen die Mannschaft der Universidad Autónoma de Querétaro der höchste Saisonsieg war. Mit der Bilanz von nur 9 Siegen und 15 Niederlagen (aus 38 Spielen) musste die Mannschaft die Abstiegsrunde bestreiten, die auf dem letzten Rang beendet wurde. Daher war das Zweitligaabenteuer der Aguilas nach nur einem Jahr wieder beendet.
In den nächsten 5 Jahren spielte die Mannschaft in der drittklassigen Segunda División 'B', die in der Saison 1992/93 mit nur 3 Siegen und 7 Remis aus 26 Begegnungen mit dem Abstieg und der Rückkehr in die viertklassige Tercera División endete.